# Eines CASE

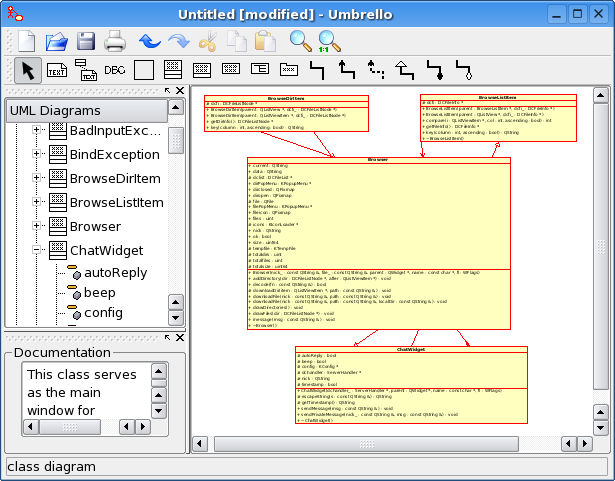
Captura de pantalla de l'editor UML Umbrello

Les eines CASE (Computer Aided Software Engineering, Enginyeria del programari Assistida per Ordinador) són diverses  aplicacions informàtiques destinades a augmentar la productivitat en el desenvolupament de programari reduint el cost del desenvolupament en termes temps i diners. Aquestes eines proporcionen ajudes en totes les fases del cicle de vida de desenvolupament de programari com per exemple el procés de realitzar un disseny del projecte, calcular costos, implementació automàtica de codi a partir del disseny, compilació automàtica, documentació o detecció d'errors entre d'altres.

## Objectius
1. Millorar la productivitat en el desenvolupament i manteniment de programari.
2. Augmentar la qualitat del programari.
3. Millorar el temps i el cost del desenvolupament i manteniment de sistemes informàtics.
4. Millorar la planificació d'un projecte.
5. Augmentar la biblioteca de coneixement informàtic en una empresa ajudant a la cerca de solucions
6. Automatitzar en la mesura del possible el desenvolupament de programari, la documentació, la generació de codi, les proves i l'estandardització de la documentació.
7. Ajudar en la reutilització del programari, la portabilitat i l'estandardització de la documentació.
8. Gestió global de totes les fases del desenvolupament de programari en una sola eina.

## Classificació
Podem classificar les eines CASE segons els paràmetres següents:
1. Les plataformes que suporten.
2. Les fases del cicle de vida del desenvolupament de programari que cobreixen.
3. L'arquitectura de les aplicacions que produeixen.
4. La seva funcionalitat

### Segons la fase del cicle de desenvolupament
- Upper CASE (U-CASE): eines que ajuden en les fases de planificació, anàlisis de requisits i estratègia de desenvolupament, utilitzant entre altres diagrames UML.
- Middle CASE (M-CASE), eines per automatitzar tasques en l'Anàlisi de sistemes i el disseny de l'aplicació.
- Lower CASE (L-CASE), eines que semi-automatitzen la generació de codi, creen programes de detecció d'errors, suporten la depuració de programes i proves. A més automatitzen la documentació de les aplicacions. Aquí es poden incloure els entorns de desenvolupament integrals (IDE)

Altres noms utilitzats en eines CASE són:
- Integrated CASE (I-CASE), eines que engloben tot el procés de desenvolupament de programari, des de l'anàlisi a la implementació.
- MetaCASE, eines que permeten la definició de la nostra pròpia tècnica de modelació.
- CAST (Computer-Aided Software Testing), eines de suport a les proves de programari.
- IPSE (Integrated Programming Support Environment), eines que suporten tot el cicle de vida, i inclouen components per a la gestió de projectes i la gestió de la configuració.

### Segons la funcionalitat
- Eines de generació semiautomàtica de codi.
- Editors UML.
- Eines de Refactorizació de codi.
- Eines de manteniment. Sistemes de control de versions.

## Llista d'aplicacions CASE
- ERWin Data Modeler - Lloc web Arxivat 2016-09-25 a Wayback Machine.
- ArgoUML - Lloc web Arxivat 2000-06-07 a Wayback Machine.
- Blue Ink - Lloc web
- BPWin
- Bouml - Lloc web
- CASE Studio 2 - Lloc web
- CASEWise - Lloc web Arxivat 2009-03-02 a Wayback Machine.
- Database Designer for MySQL - Lloc web
- DBDesigner 4 - Lloc web
- DeZign for Databases - Lloc web
- DMS Software Reengineering Toolkit - Lloc web
- EasyCase
- Fundació Eclipse - Lloc web
- Embarcadero ER/Studio - Lloc web Arxivat 2008-02-28 a Wayback Machine.
- Enterprise Architect - Lloc web
- eREQUIREMENTS - Lloc web Arxivat 2008-08-27 a Wayback Machine.
- GeneXus - Lloc web
- GNU Ferret - Lloc web
- INNOVATOR - Lloc web
- iRise - Lloc web Arxivat 2008-03-07 a Wayback Machine.
- Justinmind - Lloc web
- IRqA - Lloc web Arxivat 2007-10-11 a Wayback Machine.
- MagicDraw - Lloc web
- MetaCASE - Lloc web
- Modelistic - Lloc web Arxivat 2006-09-01 a Wayback Machine.
- Moon Modeler - Lloc web
- MOSKitt - Lloc web Arxivat 2013-05-09 a Wayback Machine.
- Obsydian / Plex - Lloc web Arxivat 2005-10-25 a Wayback Machine.
- Oracle Designer - Lloc web
- Rational ClearCASE - Lloc web
- Rational Rose - Lloc Web
- SILVERRUN - Lloc web
- swREUSER - Lloc web
- Sybase PowerDesigner - Lloc web Arxivat 2006-09-02 a Wayback Machine.
- System Architect - Lloc web Arxivat 2007-08-30 a Wayback Machine.
- Together - Lloc web
- Topcased - Lloc web Arxivat 2015-06-25 a Wayback Machine.
- Umbrello - Lloc web
- Visible Enterprise Products - Lloc web
- Visual Paradigm for UML - Lloc web Arxivat 2005-03-02 a Wayback Machine.
- Xcase Database Design Software - Lloc web